# Doldenhausen
Doldenhausen ist ein Ortsteil der oberschwäbischen Stadt Mindelheim und Teilort der ehemals selbständigen Gemeinde Westernach im Landkreis Unterallgäu.

## Geographie
Der Ort liegt etwa vier Kilometer nördlich von Mindelheim und ist durch die Kreisstraße MN 25 an den Hauptort angebunden. Im Ort entspringt der Burghaldengraben, der in die Mindel mündet.

## Geschichte
Doldenhausen wurde erstmals in einer Schenkungsurkunde aus dem Jahr 1258 mit einem Dominus Ber de Tolsenhusen genannt. 1363 gehörte der damals lediglich aus einem Gut bestehende Ort zum Mindelberger Besitz. Seit dem 15. Jahrhundert belehnte das Mindelheimer Spital Bauern mit Höfen und Gütern im Ort. 1660 wurde die Kapelle St. Mauritius erbaut.
Die Gemeinde Westernach wurde (mit Doldenhausen) am 1. Januar 1976 in die Kreisstadt Mindelheim eingegliedert.